# Саут Горин (Мисури)
Саут Горин (енгл. South Gorin) град је у америчкој савезној држави Мисури.

## Демографија
По попису из 2010. године број становника је 91, што је 52 (-36,4%) становника мање него 2000. године.
| Група             | 2000.       | 2010.       |
| Белци             | 142 (99,3%) | 91 (100,0%) |
| Афроамериканци    | 0 (0,0%)    | 0 (0,0%)    |
| Азијати           | 1 (0,7%)    | 0 (0,0%)    |
| Хиспаноамериканци | 0 (0,0%)    | 0 (0,0%)    |
| Укупно            | 143         | 91          |